# John Craige
John Houston Craige (* 24. Juli 1886 in Philadelphia; † 14. August 1954 ebenda) war ein US-amerikanischer Ringer.

## Karriere
Craige besuchte zunächst das Swarthmore College und anschließend die University of Pennsylvania. 1908 nahm er an den Olympischen Spielen in London teil. Hier erreichte er im Mittelgewicht den fünften Rang. Im Jahr 1917 trat er dem United States Marine Corps bei. Später arbeitete er als Goldsucher in Alaska, als Söldner in Mexiko und als Ringertrainer an seiner ehemaligen Universität. Während des Zweiten Weltkriegs verfasste er Artikel für die Nachrichtenagentur International News Service.